# Phthiridium
Phthiridium är ett släkte av tvåvingar. Phthiridium ingår i familjen lusflugor.

## Dottertaxa tillPhthiridium, i alfabetisk ordning[1]
- Phthiridium annandalei
- Phthiridium bayoni
- Phthiridium biarticulatum
- Phthiridium biloba
- Phthiridium brachyacantha
- Phthiridium burmense
- Phthiridium caudatum
- Phthiridium ceylonicum
- Phthiridium chinense
- Phthiridium curvatum
- Phthiridium devatae
- Phthiridium euxestum
- Phthiridium fraternum
- Phthiridium hindlei
- Phthiridium hoogstraali
- Phthiridium incisum
- Phthiridium inopinatum
- Phthiridium integrum
- Phthiridium khabilovi
- Phthiridium maximum
- Phthiridium mindanaense
- Phthiridium nuditerga
- Phthiridium orientale
- Phthiridium ornatum
- Phthiridium ovale
- Phthiridium phillipsi
- Phthiridium phthisicum
- Phthiridium psiloterum
- Phthiridium rhodesiense
- Phthiridium rotundatum
- Phthiridium scissa
- Phthiridium siamense
- Phthiridium simile
- Phthiridium stichotricha
- Phthiridium styligerum
- Phthiridium sundanicum
- Phthiridium szechuanum
- Phthiridium tectum
- Phthiridium theodori
- Phthiridium tonkinense
- Phthiridium torresi
- Phthiridium toungooense
- Phthiridium transmotum
- Phthiridium traubi
- Phthiridium turkestanicum